# Вайнумяэ, Магнар
Магнар Вайнумяэ (эст. Magnar Vainumäe; 19 апреля 1998, Таллин) — эстонский футболист, полузащитник.

## Биография
Воспитанник клуба «Лоо» из пригорода Таллина и столичного «Калева». В 2010 году перешёл в «Левадию», за следующие пять лет в её детско-юношеских командах забил 149 голов в 106 официальных матчах. С 2014 года стал играть на взрослом уровне за вторую команду «Левадии» в первой лиге Эстонии. В 2014 и 2015 годах становился серебряным призёром первой лиги. В основной команде «Левадии» дебютировал в матче чемпионата Эстонии 29 июля 2016 года против «Пярну ЛМ», заменив на 88-й минуте Римо Хунта. Всего в 2016 году провёл 2 матча в высшей лиге, в обоих выходил на поле на последних минутах, а его команда завоевала серебряные медали.
В 2017 году перешёл в «Пайде ЛМ», где сразу стал игроком стартового состава. Лучший бомбардир клуба в сезоне 2017 года (8 голов). В апреле 2017 года забитый им гол был признан лучшим голом месяца в чемпионате Эстонии. В ходе сезона 2018 года получил травму крестообразных связок, затем в ходе реабилитации получил ещё одну травму, и в итоге не участвовал в официальных матчах более двух лет. В конце 2020 года «Пайде» расторг контракт с игроком.
В 2021 году присоединился к команде «Харью» (Лаагри), с которой в том же сезоне стал вторым призёром Эсилиги Б (третий дивизион), а в 2022 году — победителем первой лиги. В 2023 году сыграл один матч в высшей лиге, а в основном играл за резервный состав клуба.
Выступал за сборные Эстонии младших возрастов, провёл более 20 матчей.

## Достижения
- Серебряный призёр чемпионата Эстонии: 2016